# Сераково-Слупське
Сераково-Слупське (пол. Sierakowo Słupskie) — село в Польщі, у гміні Кобильниця Слупського повіту Поморського воєводства.
Населення — 243 особи (2011).
У 1975-1998 роках село належало до Слупського воєводства.

## Демографія
Демографічна структура станом на 31 березня 2011 року:
|          | Загалом | Допрацездатний вік | Працездатний вік | Постпрацездатний вік |
| -------- | ------- | ------------------ | ---------------- | -------------------- |
| Чоловіки | 129     | 27                 | 92               | 10                   |
| Жінки    | 114     | 19                 | 77               | 18                   |
| Разом    | 243     | 46                 | 169              | 28                   |